# بورن اند (باكينجهامشير)
بورن اند (بالإنجليزية: Bourne End, Buckinghamshire)‏ هي قرية تقع في المملكة المتحدة في إنجلترا. يقدر عدد سكانها بـ 5,320 نسمة .

## أعلام
- كيث بوسلي
- آرثر هاردن